# Maison Mieg
La maison Mieg est une demeure bourgeoise française située au no 11 de la place de la Réunion à Mulhouse et datant de la deuxième moitié du XVIe siècle, durant la période historique de la Renaissance. Elle est reconnaissable à sa tourelle. C'est la maison la plus spacieuse de la place.

## Histoire
Citée dès 1418, cette maison est la plus importante de la place et a appartenu peut-être à une famille noble, puis à des bourgeois. Elle est ensuite transformée en hôtellerie à l’enseigne Zur Sonne (du Soleil) de 1459 à 1535. 
Dans sa configuration actuelle, la maison est probablement reconstruite vers 1560 pour Valentin Fries. 
Vers 1636, son propriétaire Louis Witz fait surélever l'oriel et y appose ses armes. 
En 1694, la famille Mieg, des industriels mulhousiens, devient propriétaire de la maison et lui donne alors son nom. Elle occupe la maison jusqu'en 1840. La maison Mieg doit son aspect actuel à Mathieu Mieg, dit le chroniqueur, connu pour son attachement au maintien de la ville-république, pour ses travaux historiques et pour son talent de peintre, qui, en 1799, orne la façade de deux  peintures murales en trompe-l'œil de sa composition évoquant le héros suisse Arnold von Winkelried. 
Deux baies en arc brisé sont percées dans la façade au XXe siècle.

## Description
Les fenêtres du premier étage, ainsi que les fausses pierres en trompe-l'œil peintes sur la façade, s'inspirent du style architectural de l'Hôtel de ville.
Des lambris peints de la maison Mieg sont déposés au musée historique de Mulhouse.

## Classement
La façade de la maison, ainsi que toute la toiture, sont inscrites à l'inventaire des monuments historiques depuis le 18 juin 1929. L'intérieur, ainsi que les décors anciens, ont été inscrits le 17 janvier 1994,. 